# 琴ノ若晴將
琴ノ若 晴將（ことのわか てるまさ、1968年5月15日 - ）は、山形県尾花沢市出身で佐渡ヶ嶽部屋に所属した元大相撲力士。本名は鎌谷 満也（かまたに みつや、旧姓今野）。得意手は右四つ、寄り、上手投げ。最高位は西関脇（1999年1月場所、3月場所）。身長191cm、体重181kg。引退後部屋を継承し、現在は年寄・佐渡ヶ嶽。愛称はワカ、趣味はテレビゲーム、書道。美男子であり、女性ファンが多かった。血液型はB型。長男（一人息子）は琴櫻将傑（二代目琴櫻、前名：琴ノ若傑太）。

## 来歴
尾花沢市立尾花沢中学校入学時点で身長が180cm超を計測し、その体格を活かして柔道部員として県大会団体戦準優勝などの活躍を果たした。加えて砲丸投げに助っ人として駆り出されて山形県大会での6位入賞(5位入賞という説もある)を果たすなどスポーツ万能の少年として尾花沢市内で話題となっていった。この話題を聞きつけた元横綱琴櫻の佐渡ヶ嶽はその3日後に勧誘を開始した。自宅近くで信号待ちをしている際に佐渡ヶ嶽部屋のスカウトに声を掛けられ、最初は周囲が反対し本人も角界入りするつもりはなく逃げ回っていたが、10回を超える訪問などの熱心な勧誘や「私に任せてください」という口説き文句に折れて入門した。1984年3月場所の新弟子検査を同じ佐渡ヶ嶽部屋の琴錦などと共に受検したが、緊張のあまり血圧が急上昇し不合格とされ初土俵が1場所遅れた。5月場所初土俵の同期生には小結・浪乃花がおり、非常に仲が良いことで知られている。白鷹山の父とは中学時代に砲丸投げでしのぎを削っており、今野が入賞を果たした際に白鷹山の父は優勝を果たしている。
若い頃は大事な取組に弱く出世も遅れがちだったが琴錦の稽古台にされたことが幸いして力をつけ、1990年7月場所に新十両、2場所で通過し同年11月場所には新入幕を果たした。7勝8敗と負け越して跳ね返されたが（この翌場所の番付編成は非常に不可解で、新入幕時には幕内最下位でなかった琴の若（当時）は幕内残留が濃厚と見られていたにもかかわらず十両陥落となった）1991年3月場所再入幕、今度は9勝6敗と勝ち越して以後幕内に定着した。
1993年9月場所には新小結で8勝7敗、その後小結と平幕の往復が続く中1995年7月場所は2大関に勝ち初の三賞で敢闘賞。1996年3月場所は婚約効果か初日から7連勝し2大関に勝ち11勝で2回目の敢闘賞。7月場所には結婚効果か曙と貴乃花の両横綱を撫で斬りにしダブル金星で9勝6敗、三賞（殊勲賞）を獲得した。1998年7月場所は2日目から10連勝して11勝3回目の敢闘賞、9月場所は1横綱1大関に勝ち2回目の殊勲賞4個目の金星。1998年11月場所に小結で10勝5敗と勝ち越してやっと関脇に昇進。過去にも小結での勝ち越しはあったが番付運に恵まれず、2桁勝ってようやく同期生の琴錦に最高位で追いついた。
新関脇となる1999年1月場所も8勝7敗と勝ち越したが左膝の負傷で三役を明け渡し低迷。その後は三役に戻る事はなかった。それでも時折実力のあるところを示し横綱や大関を幾度か倒すなど地力のある所を見せ、その甘いマスクと伴って人気は衰えなかった。
しかし2000年3月、膝の半月板損傷の大怪我が致命傷になった。さらに2002年7月場所や2003年11月場所など膝の故障にはその後も何度も苦しまされ、晩年は4本ある膝の靱帯のうち3本が切れて1本しかなくなり、医者が「この膝でどうやって相撲を取るの？」と言うほどだった。半月板の故障も甚だしく、引退後の2012年3月ごろに病院に駆け込んだ際に発覚した事実について「ヒザの水を注射針で抜いているうちに半月板の欠片がどんどん流出し、ついには自然消滅した。医者には『親方、半月板無いですね。手術したんですか?』と問われた。」と語るほど悪い状態にあった。現在でも急な段差を下りると膝が外れるという。それでも得意の上手を取れば全盛期同様豪快な上手投げも見せた。
末は横綱と思わせるほどの堂々とした体躯で素質は十分。大関昇進を期待されたが故障が多く実現できなかった。しかし本人は「もう1回三役に」を目標に取り続けた。攻めが遅く「ミスター1分」のあだ名を持っていた。この特徴は速攻相撲には弱点になるが、一旦相手の速攻を止め水入りに近い大相撲になると「攻められ強く、しぶとい」という長所にもなる。実際水入りも史上最多の4度経験（1994年武蔵丸戦や2001年貴闘力戦など）した。しかし、この攻めの遅さが災いした。また「素質的には問題ないが、闘志が足りない」と師匠が嘆いたほどの穏やか過ぎる性格も弱点であった。
1996年4月に師匠の長女と婿入りの形で結婚。この時点で佐渡ヶ嶽部屋を継承することが決まった。
2000年1月場所、弟弟子の琴龍の金星に刺激され自身も貴乃花から金星を奪取。2003年3月場所では横綱・朝青龍に勝ち3年ぶり7個目の金星を奪取し、2003年7月場所では、またも朝青龍に勝って金星を挙げるが右大胸筋を挫傷し箸すら持てない状態になり、気の遠くなるようなリハビリを強いられた。2003年11月場所の豪風戦では再び膝に怪我を負い、その影響から引退も考えたが子供からの励ましで吹っ切れ、2004年3月場所は11勝と33場所ぶりの三賞獲得。9月場所でも優勝争いをしていた栃乃洋を千秋楽に破り、その年2度目の三賞となる5回目の敢闘賞を獲得した。
2004年に佐渡ヶ嶽が体調を崩し入院すると、部屋付き親方が5名いる中で師匠代理を務めた。その後、佐渡ヶ嶽が65歳の停年（定年）を迎えた2005年11月場所13日目（11月25日）を最後に琴ノ若は現役を引退し、年寄・13代佐渡ヶ嶽を襲名した。なお、この日の取組は駿傑に敗れて5勝8敗と負け越し、翌日の稀勢の里戦は不戦敗となった。
全盛期より衰えたとはいえ幕内の地位を維持できる実力はまだ十分にあったが、日本相撲協会の年寄は65歳の停年を迎えると部屋の師匠を続けることができず、それによって部屋の師匠が不在になればその部屋に所属している力士は本場所に出場できなくなるという事情があったため、琴ノ若は停年を迎えた師匠の跡を継ぐためにやむを得ず現役を引退する形となったものであり、彼自身は現役最後の場所を千秋楽まで務められなかったことを残念がっていた。二枚鑑札による現役続行を望む声も上がっていたが、実現には至らなかった。
2006年5月27日、両国国技館で引退相撲を行った。引退相撲は長男・将且と行い、入門後には「琴ノ若」の四股名を継承させることを約束した。将且は高校在学中の2015年11月場所から佐渡ヶ嶽部屋に入門し、「琴鎌谷」の四股名で初土俵を踏んだ。翌2016年1月場所では序の口で全勝優勝を果たしている。実際に「琴ノ若」を継承するのは、最低でも三段目以上への昇進以降としており、義父でもある先代佐渡ケ嶽の現役時の四股名でもある「琴櫻」は、大関昇進以降であれば継がせてよいと生前の先代親方と約束していたという。当の琴鎌谷は2016年の5月場所では三段目に昇進し、父が琴ノ若の名を継がせることを考えたが、将且は「まだ名乗れるほどになっていない」としてその時点で襲名を辞退した。そして幕下に昇進し、2019年5月場所では幕下東2枚目で4勝3敗と勝ち越し、2019年7月場所番付編成会議で十両昇進が承認されたことにより将且は二代目琴ノ若を襲名して関取となることが決まった。
引退時は蔵前国技館の土俵に立った経験のある唯一の現役関取・かつ幕内力士だった。力士としての息の長さと、長時間にわたる取組の多さから、「最も長い時間本場所で相撲を取った力士」、「相撲が好きな力士」と呼ばれた。
2010年3月場所より審判部の所属となり土俵下にその姿を見ることができたが、2010年7月場所直前に弟子の琴光喜が大相撲野球賭博問題により解雇処分となり、責任をとる形で同場所を謹慎処分となり、さらに9月場所前にこの問題の責任をとる形で委員から平年寄へと2階級降格処分となり、同時に審判部から巡業部へ異動となったため、審判委員を務めた時期は実質2場所のみである。さらに2011年4月には弟子の琴春日が大相撲八百長問題により引退勧告処分となり、責任を取る形で昇格停止3年の処分を受けた。年寄据置処分が明けた2014年4月に発表された新たな職務分掌では委員に再昇格した。2020年3月の職務分掌では役員待遇委員に昇格し、巡業部副部長・警備本部副部長となった。
2020年9月場所前時点の部屋は5人の関取を含む37人が所属と角界一の大所帯となった。
2021年12月9日、二所ノ関一門は都内で会合を開き、2022年1月場所後の協会役員候補選挙で佐渡ヶ嶽が新人理事候補に立候補する方針を確認した。2022年1月27日に行われた理事候補選挙で無投票当選（立候補者数と定数が同数だったため）。同年3月28日の評議員会で佐渡ヶ嶽の理事就任が正式に承認され、同月30日に行われた職務分掌で審判部長に就任した（伊勢ヶ濱と部長2人制）。
3月場所は13日目から全治3週間見込みの左下腿肉離れにより休場。代役は18代藤島。
2024年1月場所直前の同月13日、協会は佐渡ヶ嶽が腰痛で初日から休場すると発表した。1人息子で弟子の琴ノ若が大関取りという大事な場所を迎える局面であった。この場所で琴ノ若の大関昇進が決定。これには、普段は佐渡ヶ嶽の部屋の師匠としての資質を酷評する貴闘力も「悔しいけどアイツの教えが良かった!」と脱帽している。
2024年1月26日、役員候補選挙で理事候補に無投票当選。同年3月25日の評議員会で正式に理事就任が承認され、同月27日の職務分掌では広報部長、総合企画部長に就任した。

## つき手か、かばい手か
2004年7月場所中日の結びの一番は、歴史に残る一番となった。全勝の横綱朝青龍が、それまで1勝しかしていなかった幕内最年長琴ノ若の上手投げで裏返しにされた。このとき朝青龍はブリッジの体勢でこらえながら、琴ノ若の廻しを最後まで放さなかった。
一方、「すでに朝青龍は死に体」と判断した琴ノ若は、横綱の上に倒れては危ないので手を着いた。その手が、朝青龍が落ちるより一瞬早く土俵に着いた。「かばい手」と見た木村庄之助の軍配は琴ノ若に上がったがすぐに物言いが付いた。3分15秒にわたる審判団の協議の結果、朝青龍の体が落ちるのと、琴ノ若の左手が「つき手」と見なされ、それが同時と見て取り直しとなってしまった。
取り直しの一番では、朝青龍が豪快な切り返しで8連勝を飾った。しかしこの一番で死に体の解釈をめぐり、審判団の解釈は紛糾した。琴ノ若の手は明らかに早く着いてはいたが、「生き体」ならば朝青龍、「死に体」ならば琴ノ若の勝ちになる。結局、審判団の意見が分かれ「取り直しにするしかなかった」という同体判定にされてしまう。さらに取組後のインタビューで琴ノ若は「あれは『つき手』でなく『かばい手』だった。はっきり勝負が着いていたから手をついたまで。あのまま横綱の上に倒れこんでいっても良かったのだ。取り直しになるのなら『死に体』なんて制度は無くした方が良い」と憤慨しつつ語った程であった。中継後、NHKには数十件以上の電話があり、殆どが「朝青龍は既に死に体で、琴ノ若が勝っていた」との抗議だったという。
それから3日後の11日目、琴ノ若は玉乃島と対戦。琴ノ若に左上手を取られた玉乃島は、浴びせ倒しで敗れた。なおその一番で玉乃島が崩れていく時、琴ノ若は朝青龍戦と同じように手を着いて玉乃島の体をかばっていた。玉乃島は取組後「琴ノ若関が手を着いてくれなかったら自分は大ケガをしていただろう」と、その琴ノ若の気づかいに感謝していたという。

## 弟子虐待疑惑
部屋の元力士である柳原大将(元三段目・琴貫鐵)は、不整脈という基礎疾患を持っており新型コロナウイルス感染への不安から休場を希望したにもかかわらず認められず、引退を余儀なくされたとして日本相撲協会と親方に対し慰謝料などの支払いを求める訴えを2023年1月に起こした。提訴会見資料には「変色し、異臭もする肉を食べることを自身を含めた幕下以下力士に強要した」「汗ふきの乾燥費用を、柳原を含む三段目以下の力士に、三段目以下力士の収入を考慮せず負担させた(福岡場所の際は、宿舎近くにコインランドリーがなく、タクシーを使用せざるを得ず、約6000円かかった)」「餞別金の払い渋り」「積立金、旅行積立金の同意なき控除」など問題としていることが記された。同年2月9日、柳原は部屋の別の元力士の陳述書を提出。変質した肉に関しての裏付け証言や、虫の湧いた米を食べることの強要という新たな主張も出た。状態の悪い食物を下位力士に強要するのは食費の節約のためであったという。

## 主な成績
- 通算成績：785勝764敗100休 勝率.507
- 幕内成績：608勝657敗84休 勝率.481
- 現役在位：130場所
- 幕内在位：90場所（歴代8位）
- 三役在位：9場所（関脇2場所、小結7場所）
- 幕内通算出場：1260回（歴代8位）
- 三賞：7回
  - 殊勲賞：2回（1996年7月場所、1998年9月場所）
  - 敢闘賞：5回（1995年7月場所、1996年3月場所、1998年7月場所、2004年3月場所、2004年9月場所）
- 金星：8個（曙1個、貴乃花3個、若乃花2個、朝青龍2個）
- 各段優勝
  - 三段目優勝：2回（1987年5月場所、1989年9月場所）

- 横綱戦成績：10勝58敗（うち不戦勝2つ。曙1勝、貴乃花4勝・うち不戦勝1、若乃花2勝、武蔵丸1勝・うち不戦勝1、朝青龍2勝）

### 場所別成績
| | 一月場所 初場所（東京）  | 三月場所 春場所（大阪） | 五月場所 夏場所（東京） | 七月場所 名古屋場所（愛知） | 九月場所 秋場所（東京）  | 十一月場所 九州場所（福岡） |
| --- | ------------------------ | ----------------------- | ----------------------- | --------------------------- | ------------------------ | --------------------------- |
| 1984年 （昭和59年） | x                        | x                       | （前相撲）              | 西序ノ口47枚目 6–1          | 西序二段99枚目 4–3       | 西序二段67枚目 3–4          |
| 1985年 （昭和60年） | 西序二段84枚目 2–5       | 東序二段106枚目 5–2     | 西序二段72枚目 3–4      | 東序二段90枚目 6–1          | 西序二段22枚目 4–3       | 西序二段4枚目 6–1           |
| 1986年 （昭和61年） | 東三段目49枚目 2–5       | 東三段目81枚目 4–3      | 西三段目59枚目 2–5      | 西三段目97枚目 6–1          | 東三段目39枚目 3–4       | 西三段目51枚目 5–2          |
| 1987年 （昭和62年） | 東三段目23枚目 6–1       | 東幕下47枚目 2–5        | 東三段目12枚目 優勝 7–0 | 東幕下15枚目 3–4            | 西幕下19枚目 4–3         | 東幕下12枚目 3–4            |
| 1988年 （昭和63年） | 西幕下19枚目 3–4         | 東幕下27枚目 3–4        | 西幕下35枚目 5–2        | 東幕下23枚目 3–4            | 西幕下35枚目 休場 0–0–7  | 東三段目16枚目 6–1          |
| 1989年 （平成元年） | 東幕下43枚目 5–2         | 西幕下26枚目 1–1–5      | 東幕下55枚目 4–3        | 西幕下41枚目 1–2–4          | 西三段目13枚目 優勝 7–0  | 東幕下13枚目 3–4            |
| 1990年 （平成2年） | 西幕下20枚目 6–1         | 東幕下7枚目 5–2         | 西幕下2枚目 6–1         | 西十両11枚目 9–6            | 西十両6枚目 11–4         | 西前頭14枚目 7–8            |
| 1991年 （平成3年） | 東十両筆頭 10–5          | 西前頭14枚目 9–6        | 東前頭11枚目 8–7        | 東前頭8枚目 8–7             | 西前頭6枚目 7–8          | 東前頭8枚目 7–8             |
| 1992年 （平成4年） | 西前頭9枚目 7–8          | 東前頭11枚目 7–8        | 西前頭12枚目 8–7        | 東前頭10枚目 8–7            | 東前頭4枚目 7–8          | 東前頭6枚目 7–8             |
| 1993年 （平成5年） | 西前頭8枚目 6–9          | 西前頭12枚目 9–6        | 西前頭7枚目 8–7         | 西前頭2枚目 8–7             | 西小結 8–7               | 東小結 7–8                  |
| 1994年 （平成6年） | 東前頭筆頭 6–9           | 東前頭3枚目 7–8         | 西前頭3枚目 5–10        | 東前頭7枚目 8–7             | 西前頭筆頭 7–8           | 東前頭2枚目 8–7             |
| 1995年 （平成7年） | 東前頭筆頭 5–10          | 東前頭4枚目 7–8         | 東前頭5枚目 9–6         | 西小結 9–6 敢               | 東小結 4–11              | 西前頭3枚目 8–7             |
| 1996年 （平成8年） | 東前頭2枚目 5–10         | 西前頭4枚目 11–4 敢     | 東小結 5–10             | 東前頭2枚目 9–6 殊★         | 西小結 4–11              | 西前頭3枚目 5–10            |
| 1997年 （平成9年） | 西前頭6枚目 8–7          | 西前頭筆頭 2–10–3 ★     | 西前頭10枚目 8–7        | 西前頭4枚目 6–9             | 西前頭6枚目 6–9          | 東前頭8枚目 9–6             |
| 1998年 （平成10年） | 西前頭3枚目 7–8          | 東前頭4枚目 8–7         | 東前頭3枚目 4–11        | 西前頭9枚目 11–4 敢         | 東前頭2枚目 9–6 殊★      | 西小結 10–5                 |
| 1999年 （平成11年） | 西関脇 8–7               | 西関脇 6–9              | 西前頭筆頭 2–13         | 東前頭10枚目 9–6            | 西前頭4枚目 7–8 ★        | 東前頭5枚目 8–7             |
| 2000年 （平成12年） | 東前頭2枚目 6–9 ★        | 西前頭3枚目 休場 0–0–15 | 西前頭14枚目 10–5       | 東前頭7枚目 8–7             | 西前頭6枚目 7–8          | 東前頭7枚目 8–7             |
| 2001年 （平成13年） | 東前頭2枚目 5–10         | 西前頭6枚目 6–9         | 西前頭8枚目 9–6         | 東前頭2枚目 8–7             | 東前頭筆頭 7–8           | 東前頭4枚目 7–8             |
| 2002年 （平成14年） | 西前頭5枚目 8–7          | 西前頭2枚目 4–11        | 東前頭6枚目 9–6         | 西前頭筆頭 2–9–4            | 東前頭9枚目 休場 0–0–15  | 東前頭9枚目 10–5            |
| 2003年 （平成15年） | 東前頭3枚目 7–8          | 西前頭3枚目 7–8 ★       | 西前頭4枚目 8–7         | 西前頭2枚目 1–2–12 ★        | 東前頭12枚目 休場 0–0–15 | 東前頭12枚目 7–3–5          |
| 2004年 （平成16年） | 東前頭13枚目 休場 0–0–15 | 東前頭13枚目 11–4 敢    | 東前頭5枚目 8–7         | 西前頭2枚目 3–12            | 東前頭9枚目 10–5 敢      | 西前頭5枚目 9–6             |
| 2005年 （平成17年） | 東前頭2枚目 4–11         | 東前頭9枚目 8–7         | 東前頭8枚目 8–7         | 東前頭7枚目 4–11            | 東前頭13枚目 8–7         | 西前頭11枚目 引退 5–9–0     |
| 各欄の数字は、「勝ち-負け-休場」を示す。 優勝 引退 休場 十両 幕下 三賞：敢=敢闘賞、殊=殊勲賞、技=技能賞 その他：★=金星 番付階級：幕内 - 十両 - 幕下 - 三段目 - 序二段 - 序ノ口 幕内序列：横綱 - 大関 - 関脇 - 小結 - 前頭（「#数字」は各位内の序列） |                          |                         |                         |                             |                          |                             |

### 幕内対戦成績
| 力士名   | 勝数  | 負数  | 力士名   | 勝数  | 負数  | 力士名   | 勝数  | 負数 | 力士名   | 勝数 | 負数  |
| -------- | ----- | ----- | -------- | ----- | ----- | -------- | ----- | ---- | -------- | ---- | ----- |
| 蒼樹山   | 8     | 3     | 安芸乃島 | 19    | 16    | 安芸ノ州 | 1     | 1    | 曙       | 2    | 23    |
| 朝青龍   | 4     | 11    | 朝赤龍   | 2     | 4     | 朝乃翔   | 8     | 4    | 朝乃若   | 6    | 4     |
| 旭豊     | 6     | 7     | 安馬     | 1     | 3     | 安美錦   | 6     | 2    | 板井     | 2    | 0     |
| 岩木山   | 1     | 4     | 潮丸     | 1     | 0     | 恵那櫻   | 2     | 1    | 皇司     | 2    | 3     |
| 巨砲     | 3     | 0     | 小城錦   | 4     | 7     | 小城ノ花 | 6     | 5    | 魁皇     | 8    | 22    |
| 海鵬     | 9     | 7     | 垣添     | 3     | 2     | 春日王   | 4     | 0    | 春日錦   | 0    | 2(1)  |
| 春日富士 | 5     | 2     | 巌雄     | 3     | 4     | 稀勢の里 | 1     | 3(1) | 北勝鬨   | 7    | 7     |
| 北桜     | 1     | 0     | 旭鷲山   | 11    | 11    | 旭天鵬   | 8     | 10   | 旭道山   | 4    | 6     |
| 鬼雷砲   | 3     | 6     | 霧島     | 3     | 1     | 起利錦   | 4     | 4    | 金開山   | 2    | 1     |
| 久島海   | 6     | 1     | 剣晃     | 4     | 7     | 光法     | 1     | 0    | 五城楼   | 3    | 0     |
| 黒海     | 2     | 1     | 小錦     | 7     | 6     | 逆鉾     | 2     | 2    | 敷島     | 4    | 5     |
| 霜鳥     | 4     | 2     | 十文字   | 3     | 8     | 駿傑     | 1     | 1    | 陣岳     | 0    | 2     |
| 戦闘竜   | 1     | 0     | 大至     | 4     | 1     | 太寿山   | 0     | 1    | 大翔鳳   | 3    | 7     |
| 大善     | 5     | 6     | 大飛翔   | 1     | 0     | 貴闘力   | 19    | 20   | 隆の鶴   | 1    | 0     |
| 貴ノ浪   | 22(1) | 29(1) | 貴乃花   | 5(1)  | 34    | 孝乃富士 | 2     | 0    | 隆乃若   | 4    | 5     |
| 高見盛   | 6(1)  | 5     | 隆三杉   | 8     | 5     | 豪風     | 4     | 1    | 立洸     | 1    | 2     |
| 玉飛鳥   | 1     | 2     | 玉海力   | 1     | 1     | 玉春日   | 16    | 1    | 玉乃島   | 5    | 5     |
| 玉力道   | 4     | 1     | 千代大海 | 2     | 12    | 千代天山 | 4     | 5    | 常の山   | 2    | 0     |
| 出島     | 7(1)  | 19    | 寺尾     | 12    | 10    | 出羽嵐   | 1     | 0    | 闘牙     | 14   | 2     |
| 時津海   | 8     | 4     | 時津洋   | 3     | 3     | 時天空   | 1     | 1    | 土佐ノ海 | 17   | 14(1) |
| 栃東     | 4     | 14    | 栃栄     | 5     | 3     | 栃司     | 1     | 0    | 栃乃洋   | 10   | 12    |
| 栃乃花   | 3     | 3     | 栃乃和歌 | 13    | 4     | 巴富士   | 2     | 4    | 智ノ花   | 4    | 2     |
| 豊桜     | 4     | 0     | 豊ノ海   | 10    | 2     | 豊ノ島   | 0     | 1    | 浪乃花   | 5    | 4     |
| 白鵬     | 0     | 2     | 白露山   | 1     | 1     | 花ノ国   | 1     | 2    | 濵錦     | 1    | 0     |
| 濱ノ嶋   | 5     | 10    | 追風海   | 4     | 2     | 春ノ山   | 2     | 0    | 肥後ノ海 | 8    | 11    |
| 普天王   | 3     | 2     | 武雄山   | 5     | 2     | 北勝力   | 6     | 3    | 舞の海   | 5    | 7     |
| 三杉里   | 11    | 16    | 水戸泉   | 9     | 7     | 湊富士   | 9     | 6    | 雅山     | 6    | 7     |
| 武蔵丸   | 13(1) | 29    | 武双山   | 12(1) | 26(1) | 大和     | 3     | 0    | 燁司     | 4    | 0     |
| 力櫻     | 0     | 1     | 両国     | 3     | 2     | 露鵬     | 1     | 4    | 若翔洋   | 9    | 3     |
| 若瀬川   | 3     | 2     | 若兎馬   | 2     | 0     | 若の里   | 10(2) | 9    | 若ノ城   | 2    | 1     |
| 若乃花   | 10    | 23    | 和歌乃山 | 5     | 4     |          |       |      |          |      |       |

## エピソード
- 地元の尾花沢市では、地元企業でもあり後援会のスーパー「おーばん」が、琴ノ若が白星を挙げると花火を揚げ、市民に勝利を報告していた。
- 2006年7月31日には地元山形で、琴欧州などと少年相撲教室を開催した。
- 琴欧洲が大関に昇進したときに、親方はまだ断髪前だったのでまげを結ったままだった。
- 公傷制度が適用された最後の力士である。
- 親方となってからは、場所中度々花道の奥に現れて、土俵上の弟子の取組を心配そうに見つめている様子が、大相撲中継でも映されている。
- 若の里に対しては初顔から不戦勝2を含めて6連勝するなど相性が良く、対戦成績で圧倒していた（2001年11月場所まで8勝2敗）が、若の里が三役に定着した2002年以降は2勝7敗と力関係が逆転し、最終的な対戦成績は10勝9敗（不戦勝2を除けば8勝9敗）とほぼ五分となった。
- 貴ノ浪とは1997年頃までは8勝23敗と大きく負け越していたが、1998年以降は14勝6敗と力関係が逆転していった（通算では22勝29敗）。
- 玉春日に対して滅法強く、16勝1敗と圧倒していた。
- 2005年には稀勢の里との18歳差対決が話題になった。
- 2000年の7月場所は敷島と1分を超える相撲になり、2000年9月場所は玉春日と3分を超える相撲になった(どちらも琴の若の勝利)。
- 1999年7月場所、武双山との取り組みは勝っていたにもかかわらず、取り直しにされ負けた1番があった。
- 曙・貴乃花・若乃花・武蔵丸の4横綱にはいずれも負け越しているが、武蔵丸以外の3人および後に昇進した朝青龍からは金星を獲得したことがある。武蔵丸にも10勝以上しており、彼らを苦しめた。

## 改名歴
- 今野 満也（こんの みつや）1984年5月場所
- 琴今野 満也（ことこんの - ）1984年7月場所 - 1988年1月場所
- 琴の若 實哉（ことのわか - ）1988年3月場所 - 1998年7月場所
- 琴乃若 將勝（ - まさかつ）1998年9月場所
- 琴乃若 將勝（同上）1998年11月場所 - 1999年5月場所 ※
- 琴ノ若 晴將（ - てるまさ）1999年7月場所 - 2005年11月場所

※これ以降「若」の字は、くさかんむりが「十十」のように離れた旧字体を使用している

## 年寄変遷
- 佐渡ヶ嶽 満宗（さどがたけ みつむね）2005年11月26日 -